# ダミアーノ・フェロネッティ
ダミアーノ・フェロネッティ（Damiano Ferronetti, 1984年11月1日- ）は、イタリア・ラツィオ州アルバーノ・ラツィアーレ出身の元サッカー選手、サッカー指導者。現役時代のポジションはDF。

## 経歴

### クラブ
ASローマの下部組織出身。ローマでのリーグ戦出場は1試合のみで、セリエB・USトリエスティーナ へのレンタルを経て、2004年にパルマFCへ移籍（共同保有）。2007年夏に完全移籍したが、直後にウディネーゼ・カルチョへ移籍することになった。
2009年、2010年と2年連続で膝の故障に泣かされ、2010-11シーズンは全休。1年以上のリハビリを経て、2011年10月に戦列に復帰した。
2012年7月、トリノFCと2年契約を結んだが、プレシーズンにジャンピエロ・ヴェントゥーラ監督と衝突し、わずか2週間で契約を解消。8月31日にジェノアCFCへ加入した。
2017年6月18日、ASリサネーゼからASDリヴィニャーノへ移籍することが発表された。

### 代表
各年代のイタリア代表でプレー経験があり、2003年にUEFA U-19欧州選手権で優勝。2006年のUEFA U-21欧州選手権も代表メンバーに選出された。

## タイトル
イタリア U-19
- UEFA U-19欧州選手権 : 2003